# Zůstanu napořád
Zůstanu napořád (Resterò per sempre) è il singolo di debutto della cantante ceca Gabriela Gunčíková, pubblicato nel 2011 dall'etichetta discografica Universal Music Group in seguito alla partecipazione della cantante del talent show Česko Slovenská Superstar, nel quale si è classificata seconda. Il singolo anticipa l'album di debutto di Gabriela, Dvojí tvář. Zůstanu napořád ha raggiunto la cinquantanovesima posizione nella classifica radiofonica della Repubblica Ceca, rimanendo nella top 100 per 6 settimane.

## Tracce
Download digitale
1. Zůstanu napořád – 3:23

## Classifiche
| Classifica (2012) | Posizione massima |
| ----------------- | ----------------- |
| Repubblica Ceca   | 59                |